# Hugues Ripelin
Hugues Ripelin ou Hugues de Strasbourg (en latin Hugo Ripilinus Argentinensis), est un dominicain du XIIIe siècle, né à Strasbourg et mort dans la même ville en 1268, auteur du Compendium theologicæ veritatis, le manuel de théologie scolastique le plus répandu du Bas Moyen Âge.

## Vie et œuvre
Né dans les premières années du XIIIe siècle, il était issu d'une famille patricienne de Strasbourg, représentée au conseil municipal. Il dut entrer dans l'Ordre des frères prêcheurs peu après la fondation du couvent de Strasbourg en 1224. Entre 1232 et 1259, il est mentionné, tantôt comme prieur, tantôt comme sous-prieur, du couvent de Zurich, fondé en 1230, et qu'il contribua de façon déterminante à mettre en place. Dans les années 1250, il participa activement aux affaires municipales de Zurich (comme juge-arbitre). Vers 1260 il retourna à Strasbourg et y fut prieur du couvent en 1261. Il consacra ses dernières années à l'enseignement et à l'écriture.
Le Compendium, composé à la fin de sa vie, dut sa fortune considérable (et durable) au fait qu'il rassemblait tous les grands sujets de la théologie sous une forme simple et agréable, en citant textuellement les auteurs antérieurs et contemporains, et en y mêlant des conseils sur la vie chrétienne pratique. Il a très tôt été traduit dans plusieurs langues vulgaires (moyen-haut-allemand, ancien français...).
L'ouvrage en sept livres reprend presque exactement le plan du Breviloquium de saint Bonaventure. Voici les titres des sept livres : de natura deitatis ; de operibus conditoris ; de corruptela peccati ; de humanitate Christi ; de sanctificatione gratiarum ; de virtute sacramentorum ; de ultimis temporibus.
Il existe de ce texte une grande quantité de manuscrits, et après l'invention de l'imprimerie on en fit plus de quarante éditions, dont plusieurs incunables. Le nom de l'auteur a longtemps été perdu de vue, et dès la fin du XIIIe siècle l'ouvrage a été transmis, soit anonymement, soit sous des noms illustres (notamment Albert le Grand, mais aussi Thomas d'Aquin, Bonaventure, et d'autres). Plusieurs éditions imprimées, du XVe  au XVIIe siècle, sont sous le nom d'Albert le Grand. L'attribution définitive à Hugues Ripelin, au début du XXe siècle, est due notamment à Martin Grabmann.
Plusieurs autres textes de théologie scolastique (un commentaire aux Sentences de Pierre Lombard, des Quodlibeta...) sont également attribués à Hugues de Strasbourg. Johannes Trithemius, dans son De scriptoribus ecclesiasticis, lui attribue aussi des sermons.

## Éditions
- Adolphe-Charles Peltier (éd.), S. Bonaventuræ opera omnia, 15 vol., Paris, Louis Vivès, 1864-71 (vol. 8, 1866, p. 60-246).
- Auguste et Émile Borgnet (éd.), B. Alberti Magni opera omnia, 38 vol., Paris, Louis Vivès, 1890-99 (vol. 34, 1895, p. 1-306).
- Christa Michler (éd.), Le somme abregiet de theologie. Die altfranzösische Übersetzung des Compendium theologicæ veritatis, Wiesbaden, L. Reichert, 1996.